# Emån

Äldre karta över Emåns sträckning från 1642.

Emån är ett vattendrag som rinner genom Kalmar län och Jönköpings län i Småland. Det har sin källa i Nässjö kommun och rinner därefter genom Eksjö, Sävsjö, Vetlanda, Hultsfred, Högsby, Mönsterås och Oskarshamns kommuner. Emån rinner ut i Östersjön i norra delen av Kalmarsund.
Den 229 kilometer långa Emån är Nordeuropas viktigaste lokal för mal, och den har stora bestånd av havsöring. Ån rinner både genom kuperad terräng och slättområden, och på grund av återkommande översvämningar har den tidigare varit föremål för invallningsförsök.

## Etymologi
Namnet Emån kommer från det fornsvenska ember som betyder imma eller möjligen ordet æmb som betyder vatten. Enligt sägner tillskrivs namnet i stället en prinsessa som hette Emma som blev tagen av näcken på väg till sitt bröllop. Hennes döda kropp påträffades nära Emåns utlopp i Östersjön och från henne skulle ån fått sitt namn.

## Geografi
Emåns längd noteras ofta som en 229 kilometer lång å. Detta gör den till det största vattendraget i östra Småland.

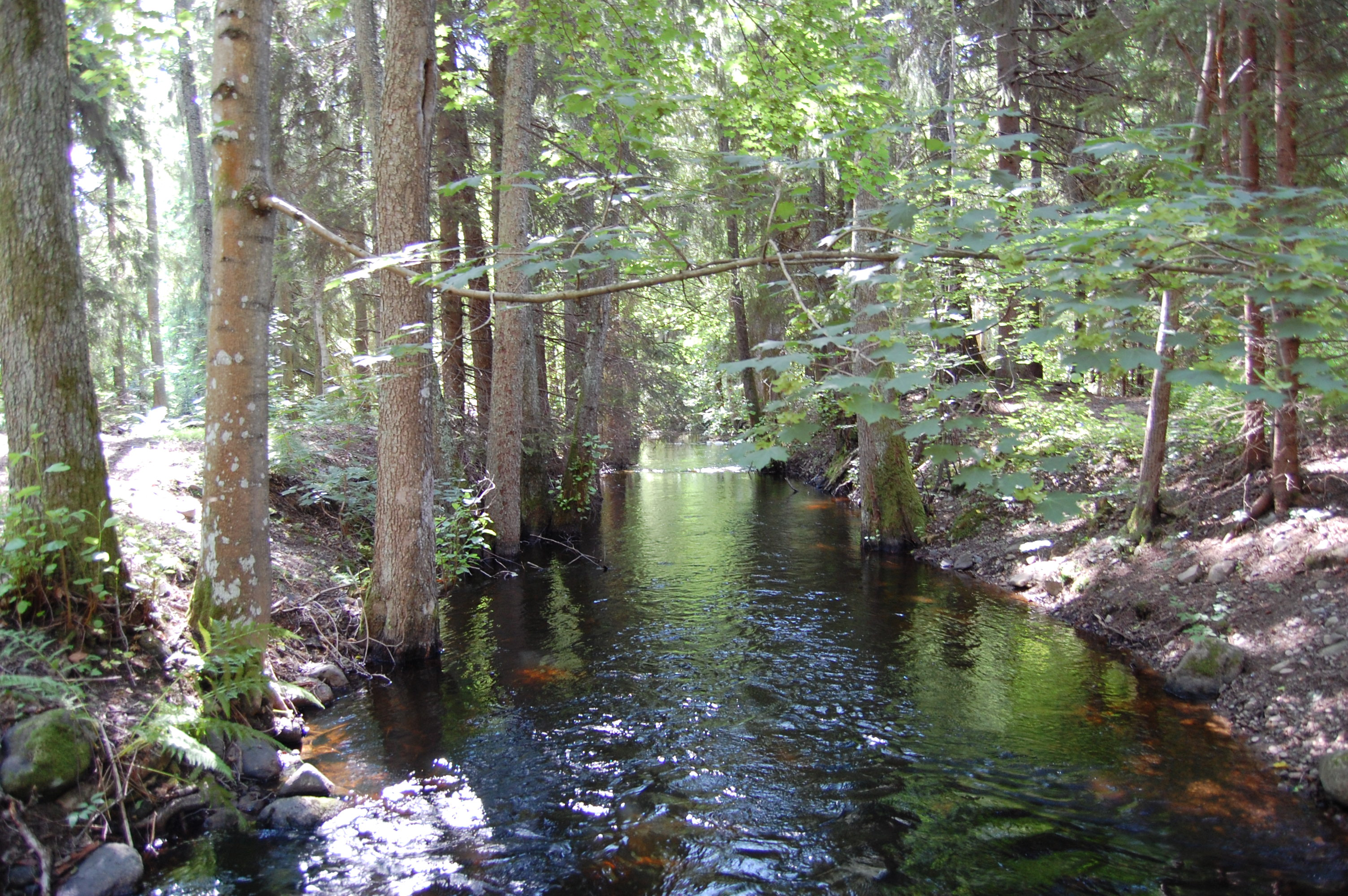
Avsnitt av Emån.

Ån kommer från Storesjön (286 meter över havet) uppe på det småländska höglandet, i Nässjö kommun. Den rinner efter mycket varierande lopp ut i Östersjön vid Em i norra delen av Kalmarsund och berör huvudsakligen åtta kommuner i Jönköpings och Kalmar län: Nässjö, Eksjö, Sävsjö, Vetlanda, Hultsfred, Högsby, Mönsterås och Oskarshamn. Avrinningsområdet är 4 472 kvadratkilometer. Medelvattenföringen vid mynningen är 30 kubikmeter per sekund. Större biflöden är Solgenån och Silverån.
Emån rinner igenom följande sjöar: Storesjön→ Lillesjön (en vik av Storesjön) → Hagasjön→ Uppsjön→ Prinsasjön→ Nålsjön→ Tjurken→ Flögen→ Norrasjön→ Grumlan→ Aspödammen→ Turefors→ Järnsjön
Den övre delen av ån rinner genom ett höglandsområde och ån passerar flera forsar och vattenfall. I delen inom Kalmar län flyter den dock främst genom slättområden där den slingrar sig fram med många meandrar. Genom att den passerar få sjöar, särskilt i Kalmar län varierar vattenföringen mycket. Vid Emsfors strömmar vattnet med fem meter per sekund under lågvatten men hela 100 meter per sekund vid högvatten.

## Historik
På grund av problem med översvämningar förekom redan under Gustav Vasas tid invallningsförsök. Under 1800-talet genomfördes flera sänkningsprojekt, bland annat sänktes omkring 1860 Nävelsjön med fem meter och är idag endast en våtmark, och på 1880-talet torrlades sjön Ryningen för att sänka Emåns lopp.
Så sent som i början av 1980-talet startades ett invallningsprojekt för Emån söder om Högsby för att minska översvämningarnas påverkan på kringliggande åkermark. Vid denna tid hade dock naturvärdena i ån börjat uppmärksammas, och då siktdjupet i ån visade sig minska och fiskförekomsterna snabbt minskade, kom endast delar av projektet att genomföras.

## Användning
Emån är känd för sitt artrika naturliv. Emåns huvudfåra och flera biflöden är av riksintresse för naturvården och delar av avrinningsområdet är också av riksintresse för kulturmiljövården och friluftslivet. Ån är i sportfiskekretsar kanske mest bekant för sin storvuxna och snabbväxande havsöring; det nu gällande världsrekordet på 15,3 kg, fångades vid Em år 1993. Men även malen har här troligtvis sin viktigaste lokal i norra Europa i Emån. 
Den rödlistade fisken asp finns i de nedre delarna av Emån.
| Lax, mal och havsöring är några av de fiskarter som finns i Emån. |  | Lax, mal och havsöring är några av de fiskarter som finns i Emån. |
| Lax, mal och havsöring är några av de fiskarter som finns i Emån. |  |                                                                   |